# Johann Heinrich Traugott Müller
Johann Heinrich Traugott Müller (* 6. August 1797 in Friedersdorf bei Sorau in der Niederlausitz; † 28. April 1862 in Wiesbaden) war ein deutscher Mathematiker.

## Leben
Ab 1817 studierte er in Leipzig fünf Jahre Theologie und danach Mathematik und Naturwissenschaften. 
Im Juli 1822 wurde er am Domgymnasium Naumburg als Oberlehrer für Mathematik und Physik angestellt. 1835 übernahm er noch an der Gewerbeschule den Unterricht der Naturwissenschaften. Im Juli 1836 wurde er nach Gotha zur Leitung des neugegründeten Herzoglichen Realgymnasiums berufen und Ende 1844 in gleicher Position nach Wiesbaden.

## Veröffentlichungen
- Allgemeinen Arithmetik; 1836
- Lehrbuch der Geometrie; 3 Bände, 1844–1851
- Gedächtnißrede auf den Hochseligen Herzog Ernst im Gymnasium Ernestinum zu Gotha, den 27. Februar 1844 gehalten
- Geometrische Ausläufer; 1846
- In welcher Beziehung steht die latienische Sprache zu den Lehrgegenständen der heutigen Realgymnasien? 1846. (Digitalisat)
- Beiträge zur Terminologie der griechischen Mathematiker; 1860 In: Poggendorff’s Annalen
- Vierstellige Logarithmen der natürlichen Zahlen und Winkelfunctionen; 1861